# Fodé Mansaré
Fodé Mansaré (Conakry, 3 settembre 1981) è un ex calciatore guineano, di ruolo attaccante.

## Carriera

### Nazionale
Ha collezionato 48 presenze in Nazionale.